# هي جونغ
هي جونغ (بالصينية: 何勇) هو مغني وكاتب أغاني صيني، ولد في 15 فبراير 1969 في بكين في الصين.

## وصلات خارجية
- هي جونغ على موقع ميوزك برينز (الإنجليزية)